# 勵德邨

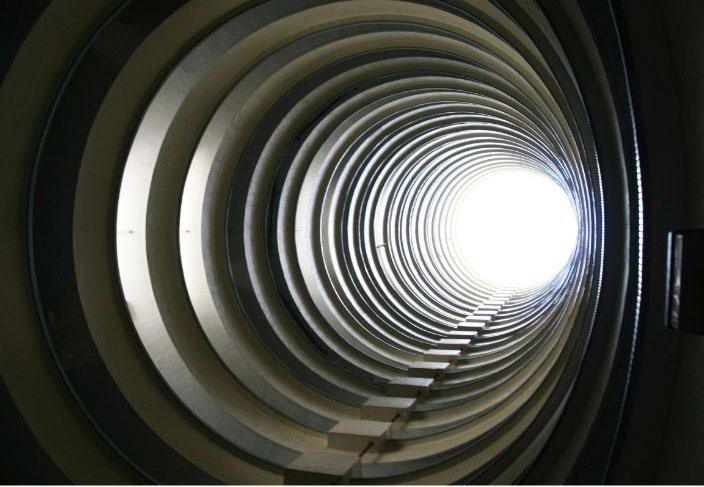
建築內部採用圓柱體設計是勵德邨的一大特色，有助白天採光及空氣對流

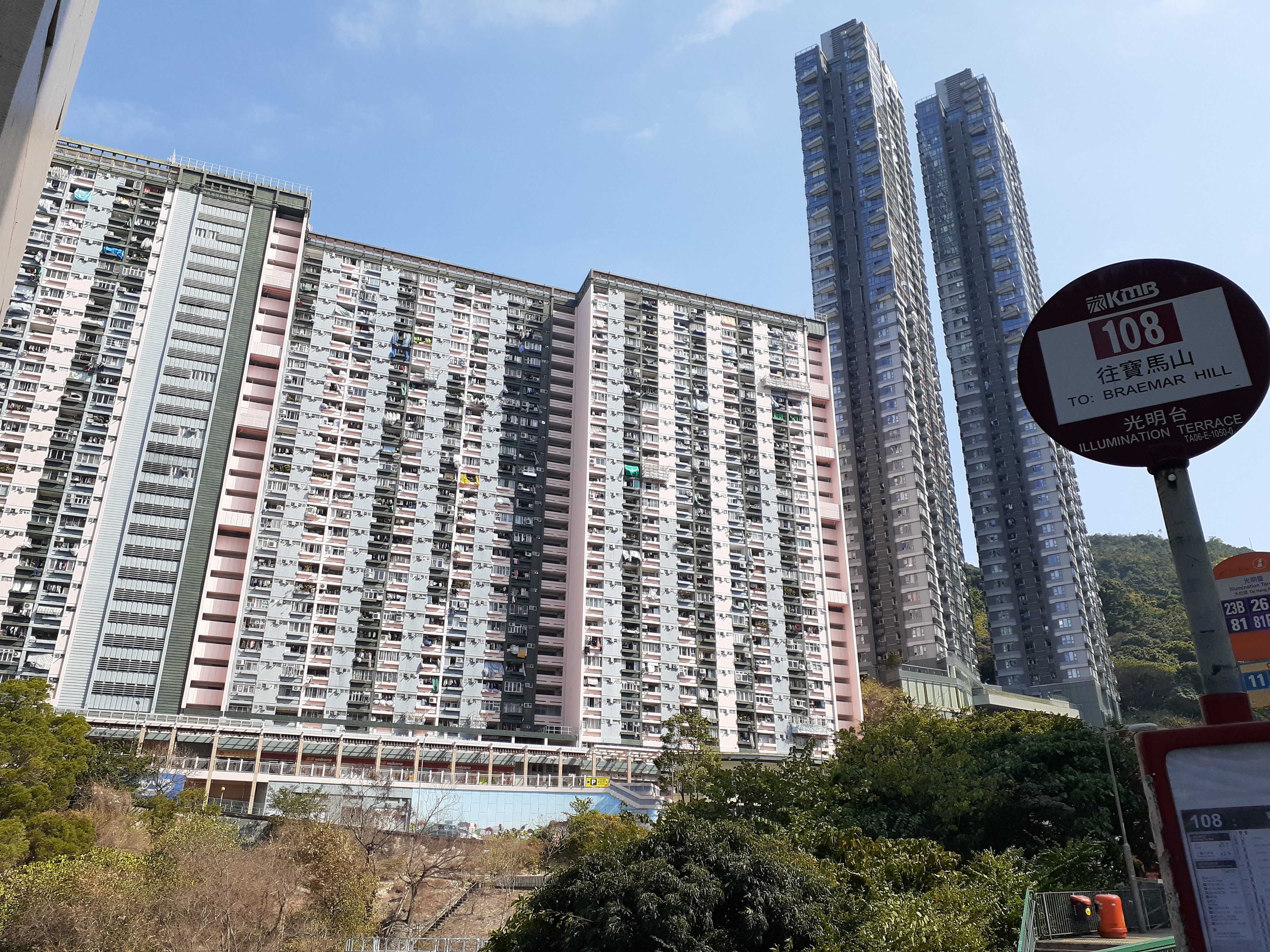
HK CWB 銅鑼灣 Causeway Bay 大坑道 Tai Hang Road buildings 勵德邨 Lai Tak Chuen January 2021 SS2 01

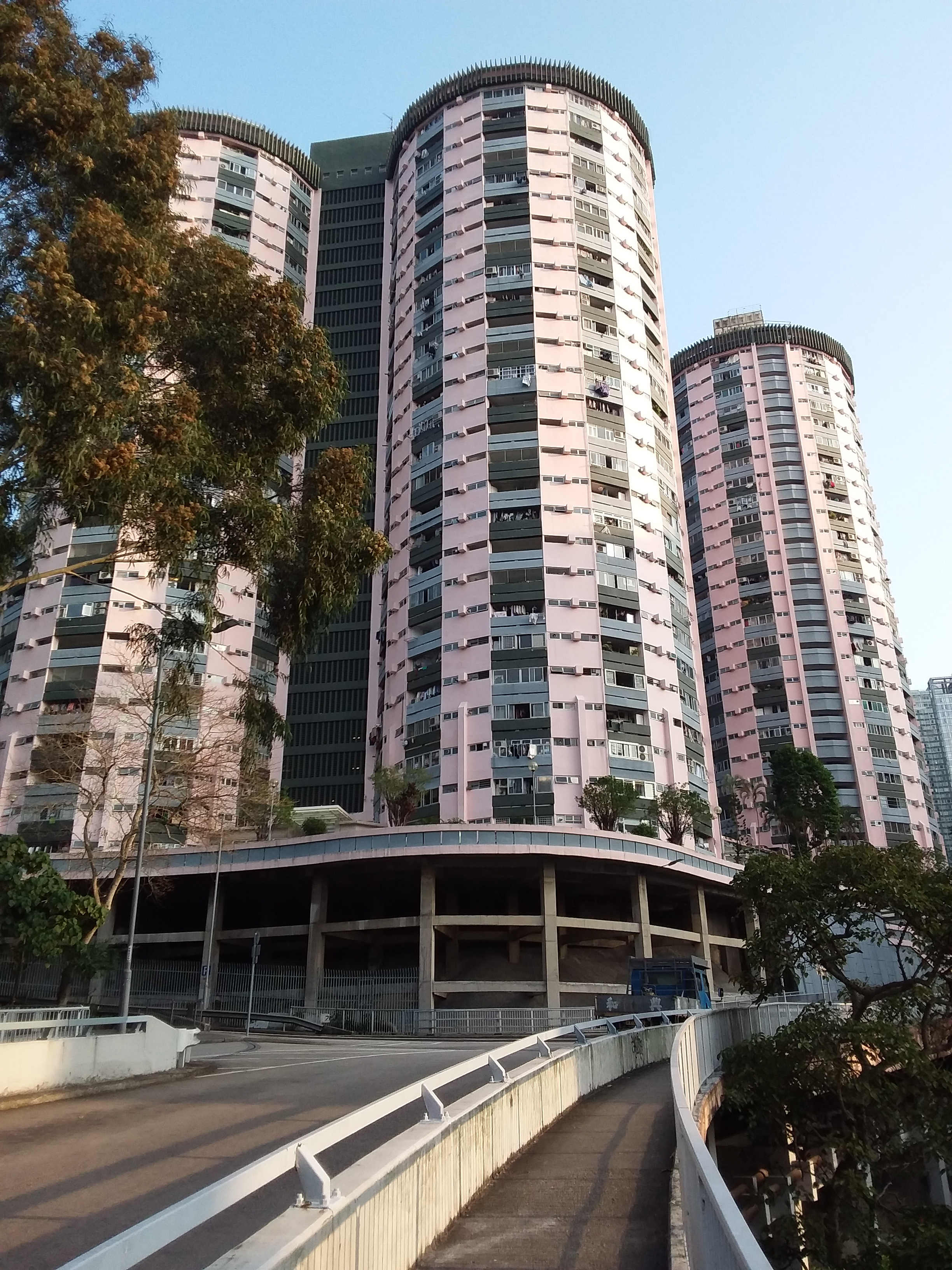
圓柱體設計

勵德邨（英語：Lai Tak Tsuen）位於香港島灣仔區大坑勵德邨道2至38號，東面是大坑道，是由香港房屋協會發展的甲類出租屋邨，與虎豹別墅及上林為鄰。由黃祖棠建築工程設計所設計。
勵德邨設有3座，勵潔樓及德全樓有27層，分開單雙數座, 外型是以圓柱體設計，令更多單位飽覽維港美景，是全港首個以圓筒形設計的建築。而邨榮樓每層有66個單位，外型為長型。高層大部份雙數室號單位都可以看到維多利亞港景色，是一個設計、景觀及環境都不錯的公共屋邨。

## 歷史
1969年1月，房協宣佈在大坑興建廉租屋邨，同時由徙置事務處安排受影響的大坑蓮花宮木屋區居民入住葵涌石籬新區。本來預算在1972年便可落成的勵德邨，因為地勢問題，平整地盤工程受阻，加上在興建期間發生山泥傾瀉，令到該邨落成時間延長了3年，在1975年第一座樓宇才告落成。
該邨是房協第二個自資興建的屋邨（第一個是樂民新村）。該邨有3座大廈（由8組大廈組成），分了兩期興建，分別是第一期的邨榮樓，於1975年5月落成及第二期的勵潔樓和德全樓，於1976年初落成。
該邨合共有2,000多個單位，但只推出了1,600多個單位接受公開申請，原因是房協要保留大部份單位提供予受到1976年明華大廈A座重建工程及漁光村海港樓改建工程影響的租戶作為調遷之用。故此當年只有很少部份申請人能入住該邨。
該邨在落成之時是十分出名的，因為勵德邨是當年眾多廉租屋邨之中，租金最高的一個，而且勵潔樓和德全樓在當時以至現在，也是香港唯一的「圓筒形廉租屋大廈」，是香港罕見的圓柱體建築之一，但樓梯間就以三角形設計。曾經有不少廣告、電影及劇集如：香港政府全城清潔運動（2009年）、可口可樂廣告（2006年）、三更2之餃子（2004年）、女人俱樂部（2014年）、攻殼機動隊（2017年）在此取景進行拍攝。勵德邨的勵潔樓及德全樓的住宅單位內的浴室更設有浴缸設計，以70年代落成時的標準衡量，已經算當時房協出租屋邨的最高標準了。
於2013年9月10日在東區區議會中通過「維園」及「天后」兩選區由2016年1月1日開始，改撥為灣仔區範圍，意味著屬於天后選區範圍內的勵德邨，得以成為從來未有興建公共房屋的灣仔區內有史以來第一條公共屋邨。

## 屋邨資料

### 命名
勵德邨的名字是用來表揚港府前工務司及自1953年起擔任香港房屋協會的執行委員會委員的鄔勵德（英語：Michael Wright）。勵德邨共分三幢，分別是「勵潔樓」、「德全樓」和「邨榮樓」。

### 樓宇
| 樓宇名稱（座號）                  | 門牌號碼     | 樓宇類型           | 落成日期 | 層數 | 每層伙數 | 每座單位總數（伙） | 建築師               | 現時提供升降機的廠商 | 原先提供升降機的廠商 |
| --------------------------------- | ------------ | ------------------ | -------- | ---- | -------- | ------------------ | -------------------- | -------------------- | -------------------- |
| 勵潔樓 Lai Kit Lau（第1及2座）    | 勵德邨道38號 | 雙圓柱體露台走廊式 | 1976年   | 27   | 20       | 540                | 黃祖棠建築工程設計所 | 日立                 | 日立                 |
| 德全樓 Tak Chuen Lau（第3及4座）  | 勵德邨道36號 | 雙圓柱體露台走廊式 | 1976年   | 27   | 20       | 540                | 黃祖棠建築工程設計所 | 日立                 | 日立                 |
| 邨榮樓 Tseun Wing Lau（第5至8座） | 勵德邨道16號 | 舊長型中央走廊式   | 1975年   | 26   | 66       | 1,716              | 黃祖棠建築工程設計所 | 迅達                 | 英國通用電氣-快而安  |

### 出租單位面積及編配標凖
| 單位款式 | 編配標凖  | 室內樓面面積                          |
| -------- | --------- | ------------------------------------- |
| 小型單位 | 1-3人     | 24.69 m2（265.8 sq ft）               |
| 小型單位 | 2-3人     | 28.44 m2（306.1 sq ft）               |
| 中型單位 | 3-4人     | 31.6至34.29 m2（340.1至369.1 sq ft）  |
| 中型單位 | 4-6人     | 36.06至38.85 m2（388.1至418.2 sq ft） |
| 大型單位 | 6人或以上 | 55.67 m2（599.2 sq ft）               |

### 大型維修
2004年：粉飾大廈外牆，以紅白兩色為主調。
2005年：修築天台花園，粉飾牆身和更換地板並加上隔熱物料，並加入康體和休憩設施。
2006年：香港房屋協會公開資訊居民意見，提出一份勵德邨環境設施改善計劃。
2007年：更換開始老化的升降機及大幅增加其所能到達的層數。把街市重新裝修為商店且在行人路上加設上蓋。
2009年：10月於7樓和後山公園之間建成行人天橋，使到村內長者更快及方便地使用公園。

## 教育設施

### 幼稚園
- 善行國際幼稚園 （2000年創辦）（位於勵德坊8座地下及低層地下2號舖）

已結束
- 香港學位教師會狄士尼幼稚園（1992年創辦）（位於勵德坊8座地下）

## 在勵德邨長大的名人
- 林姍姍
- 林曉峰
- 林海峰
- 張國強[2]
- 李麗珍[2]
- 吳志雄
- 梁雪瑤
- 梁栢堅